# 穆奧斯塔赫島

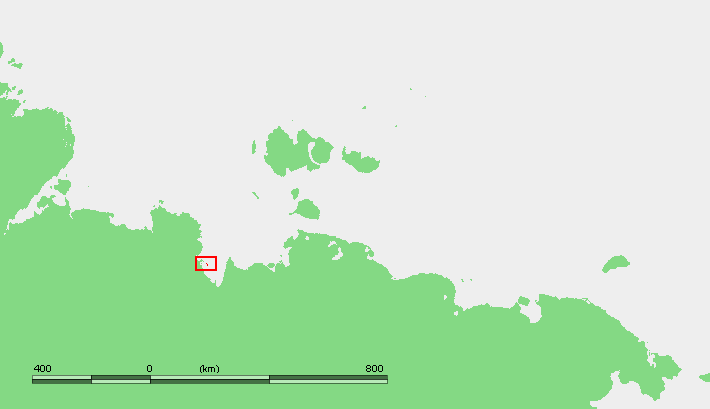

穆奧斯塔赫島是俄羅斯的島嶼，位於拉普捷夫海布奧爾-哈亞灣，由薩哈共和國負責管轄，距離季克西灣45公里，長13公里、寬0.5公里，受北極氣候影響。

## 外部連結
- Geographical data （页面存档备份，存于）
- Location
- 2006 Laptev Delta & East Siberian Sea Expedition; Muostakh Phase[永久]
- Muostakh Island erosion (with pictures)
- Ecotourism （页面存档备份，存于）

71°34′30″N 130°0′40″E / 71.57500°N 130.01111°E